# Gen Padova
Gen Padova (Los Ángeles, California; 2 de agosto de 1981) es una actriz pornográfica estadounidense retirada.

## Biografía
Nació en agosto de 1981 en Los Ángeles (California) con el nombre de Jennifer Paduano en una familia de ascendencia italiana. Se graduó en el programa de Bachelor of Arts en la especialidad de Artes Visuales en la Universidad de California en Los Ángeles, donde también obtuvo un diploma como graduada en bioquímica.
Debutó como actriz porno en el año 2000, a sus 19 años de edad, en la película Extreme Teen 26.
Como actriz, ha participado en películas de productoras como Kick Ass, Red Light District, Vivid, Lethal Hardcore o Elegant Angel.
Fue nominada tres años seguidos (2003, 2004 y 2005) Unsung Siren de los Premios XRCO. En 2004 recibió también una nominación en los Premios AVN en la categoría de Mejor escena de sexo lésbico en grupo junto a Felix Vicious por la película Double Booked.
Decidió retirarse del mundo del porno en 2008, apareciendo en algo más de 260 películas como actriz, entre producciones originales y compilaciones.
Otras películas de su filmografía son 50 to 1, American Gunk, Cream Pie College Sluts 6, Decadent Divas 25, Finally Legal 6, Juicy 4, Kaylynn's Oral Antics, Kick Ass Chicks 26 - Gen Padova, Sex X Three, Sport Fuckers 5 o Young and Anal 30.

## Premios y nominaciones
| Año  | Ceremonia    | Resultado | Premio                                | Trabajo       |
| ---- | ------------ | --------- | ------------------------------------- | ------------- |
| 2003 | Premios XRCO | Nominada  | Unsung Siren                          | —             |
| 2004 | Premios XRCO | Nominada  | Unsung Siren                          | —             |
| 2004 | Premios AVN  | Nominada  | Mejor escena de sexo lésbico en grupo | Double Booked |
| 2005 | Premios XRCO | Nominada  | Unsung Siren                          | —             |